# اچیزن، فوکوئی
اچیزن در استان فوکوئی در کشور ژاپن واقع شده است  که دارای جمعیت ۸۷٬۱۱۶ نفر و مساحت ۲۳۰٫۷۵ کیلومتر مربع با تراکم جمعیت ۳۷۸  نفر در کیلومترمربع است و در تاریخ ۱ اکتبر ۲۰۰۵ به عنوان شهر شناخته شد.